# Pandanus papilio
Pandanus papilio är en enhjärtbladig växtart som beskrevs av Benjamin Clemens Masterman Stone. Pandanus papilio ingår i släktet Pandanus och familjen Pandanaceae. Inga underarter finns listade.